# Cinquième circonscription du Haut-Rhin
La cinquième circonscription du Haut-Rhin est une circonscription législative française. Elle est composée de quatre cantons et a été un fief de la gauche marxiste mais elle  passe progressivement vers la droite depuis les années 1950.

## Description géographique et sociologique

### De 1958 à 1986
Le département avait cinq circonscriptions.
La cinquième circonscription du Haut-Rhin était composée de :
- canton de Habsheim
- canton de Huningue
- canton de Sierentz
- canton de Mulhouse-Nord (communes rurales).

Source : Journal Officiel du 14-15 Octobre 1958.

### De 1988 à 2012
La 5e circonscription du Haut-Rhin était constituée des cantons suivants :
- Canton de Mulhouse-Est
- Canton de Mulhouse-Ouest
- Canton de Mulhouse-Sud.

Historiquement réformée, la ville de Mulhouse est cependant majoritairement catholique depuis le XIXe siècle, où elle connut une forte expansion démographique venue des campagnes catholiques avoisinantes. La communauté protestante reste très influente, tant sur le plan économique que politique. La communauté musulmane s'est par ailleurs développée depuis les mouvements migratoires des années 1960-1970. Enfin, la communauté juive est présente à Mulhouse. Les communes rurales périurbanisées du canton de Mulhouse-sud sont très majoritairement catholiques.
Historiquement germanophone et donc dialectophone, la ville de Mulhouse présente un double paradoxe linguistique. Jusqu'au retour à la France en 1919, la ville comptait la plus forte proportion de francophones des grandes agglomérations alsaciennes. Le taux usuel du français est donc rapidement devenu majoritaire après 1919. Actuellement, la ville de Mulhouse est toujours la métropole alsacienne comptant la plus forte proportion de dialectophones (devant Strasbourg et Colmar). La part des dialectophones reste plus importante dans les cantons plus « populaires » de la ville. Les communes alentour restent assez fortement dialectophones.

### Depuis 2012
Depuis le redécoupage électoral de 2010, supprimant une circonscription dans le Haut-Rhin, la cinquième regroupe les cantons suivants : Mulhouse Est, Mulhouse Ouest, Mulhouse Sud, Habsheim.

## Description politique
Longtemps fief historique de la gauche marxiste aux temps du Reichsland - le chef socialiste August Bebel y fut élu député en 1898 - l'orientation de la ville de Mulhouse s'est quelque peu brouillée à partir de son retour à la France. Si la municipalité resta aux mains de la SFIO, avec A.Wicky, le siège de député passa aux mains du centre-droit démocrate, allié du parti catholique UPR, en 1932, et le resta en 1936, alors même que le Front populaire gagnait les élections au niveau national. On remarquait ainsi une poussée de la droite lors des scrutins législatifs.
Les consultations organisées sous la IVe république confirmèrent en partie cette dichotomie. La municipalité resta aux mains de la SFIO de 1947, avant un bref succès du RPF de 1947 à 1953, jusqu'en 1971. Mulhouse votait par ailleurs majoritairement pour le MRP et le RPF lors des scrutins législatifs. L'organisation proportionnelle du scrutin permit cependant l'élection à la députation de la SFIO en 1946 et 1951. En 1958, le maire SFIO de Mulhouse, Émile Muller, réussit par ailleurs à battre le député sortant MRP et le candidat gaulliste. Ce jumelage des responsabilités municipales et législatives n'eut pourtant qu'un temps, en 1962, Muller fut battu par le gaulliste R. Zimmermann, qui devait être réélu en 1967 et 1968 contre lui.
Ce ne fut qu'après son départ de la SFIO, dont il refusait l'alliance avec les communistes, que Muller réussit à reprendre le siège de député. Il fut alors élu en 1973, sous l'étiquette "réformateur", se situant ainsi au centre-droit. Candidat malheureux à la présidentielle de 1974, il se prononça pour V. Giscard d'Estaing au second tour, et rallia l'UDF en 1978. Il fut à cette occasion réélu député. Les élections de 1981 devaient cependant lui être fatales. Usé par près de trente de présence au fauteuil de maire, contesté dans son camp par le CDS Alphonse Kienzler, Muller fut devancé dès le premier tour par le PS Jean-Marie Bockel et le CDS dissident Alphonse Kienzler. Le premier l'emporta d'une courte tête (50,4 %). Peu de temps après Muller se retira de la vie politique, non sans s'opposer à A.Kienzler et favoriser son "dauphin", Joseph Klifa.
Circonscription regroupant la quasi-totalité de la ville de Mulhouse, ainsi que certaines communes rurales (Brunstatt, Galfingue...), la 4e circonscription est apparue depuis sa constitution en 1986 - le canton de Mulhouse-nord a été retiré de l'ancienne circonscription - comme assez partagée entre la droite et la gauche, et est par ailleurs marquée par un vote FN important. Les affrontements législatifs sont - conséquence du découpage de la circonscription - très largement perçus comme un prolongement ou une préparation aux élections municipales mulhousiennes. De fait les trois principaux candidats s'étant affrontés depuis 1988, MM Bockel, Freulet et Klifa, se sont tous trois affrontés en 1989 et 1995 aux municipales de Mulhouse. Depuis son élection en 2002, Mme A. Grosskost s'est posée en adversaire principale de M J.M. Bockel pour la conquête de la première ville du Haut-Rhin.
Symbole de l'instabilité de la circonscription, aucun député de Mulhouse n'a été réélu depuis 1988. En 1988 J.M. Bockel (PS) fut élu en triangulaire contre J. Klifa (UDF) et G. Freulet (FN). En 1993 J. Klifa prit sa revanche des municipales de 1989 perdues contre Bockel en le battant, toujours dans le cadre d'une triangulaire avec le FN G. Freulet au 2e Tour. En 1997, J.M. Bockel fut à nouveau élu contre J. Klifa et G. Freulet dans le cadre d'une triangulaire au 2e tour. Les dernières élections législatives ont cependant apporté deux changements majeurs à cette grande stabilité du personnel politique mulhousien. D'une part M. Klifa a renoncé à être le candidat de la droite modérée au profit de Mme A. Grosskost (qui dut cependant affronter une primaire de l'UDF JJ. Weber ancien député de la 6e circonscription). D'autre part, les divisions de l'extrême-droite entre le FN et le mouvement Alsace Debout ont empêché la qualification du candidat d'extrême-droite au 2e tour. Mme Grosskost fut donc élue avec plus de 55 % des voix contre J.M. Bockel, depuis élu sénateur en 2004 et qui ne souhaite pas se représenter à la députation en 2007.
Lors des scrutins présidentiels la circonscription penche plutôt à droite, avec un fort vote FN. En 1988, J. Chirac l'avait emporté de très peu au 2e tour (50,21 %). En 1995 elle plaçait J.-M. Le Pen en tête (24,4 %) devant E. Balladur (23,3 %), L. Jospin (19,8 %) et J. Chirac (16,8 %). Au 2e tour elle choisissait très largement J. Chirac (56,6 %). En 2002 J.-M. Le Pen était à nouveau en tête (20,4 %), accusant un recul certain qui peut s'expliquer par le fort vote Mégret (4,5 %, soutenu par G. Freulet), devant J. Chirac (18,5 %) et L. Jospin (13,1 %).
Les élections présidentielle et législatives de 2007 ont conduit à accentuer la domination de la droite dans cette circonscription, et cela tant dans les cantons mulhousiens que dans les communes périurbaines la composant. Au premier N.Sarkozy arrivait en tête avec 35,6 %, dépassant 37 % à Mulhouse-Sud et Mulhouse-Est, s'approchant de 33 % à Mulhouse-Ouest, et dépassant 40 % dans quelques-unes des communes périurbaines. Il doublait presque le résultat obtenu par J.Chirac en 2002. S.Royal arrivait en seconde position avec 22,8 %, ne dépassant 25 % dans aucun canton, mais réalisant de meilleures performances à Mulhouse que dans les communes périurbaines, qui ne la plaçait qu'en troisième position. F.Bayrou obtenait un score de 18,8 %, légèrement supérieur à sa moyenne nationale mais inférieur à sa moyenne alsacienne, et ne dépassait 20 % que dans les communes périurbaines, où il se plaçait en second. Sa progression était tout de même très nette, il doublait son score de 2002, marquant la persistance d'un fort vote de centre-droit démocrate-chrétien, ici comme dans le reste de l'Alsace. Enfin J-M Le Pen, dont les scores à Mulhouse avait souvent conduit la presse nationale à s'intéresser à la première ville du Haut-Rhin, était en chute très marquée, ne réalisant plus que 11,9 %, près de 10 points de moins qu'en 2002, et ne dépassant plus 15 % dans aucun canton. Sa chute bénéficiait principalement à N. Sarkozy, et dans une moindre mesure ici, à F. Bayrou. Le second tour de scrutin confirma assez nettement la domination de N. Sarkozy, déjà marquée au premier tour, celui-ci obtînt en effet 59,7 %, le meilleur score d'un candidat de droite dans cette circonscription depuis 1974 en bénéficiant de très bons reports de voix de l'UDF et du FN. Il dépassait 63 % à Mulhouse-Sud, et dépassait souvent 70 % des voix dans les communes périurbaines. Son score dans la partie mulhousienne de la circonscription n'était pas moins net, il obtenait en effet 57 % à Mulhouse-Est et 52,7 % à Mulhouse-Ouest. S.Royal, si elle l'emportait dans certains quartiers populaires de Mulhouse, restait tout de même nettement dominée, et cela particulièrement à Mulhouse-Sud et dans les communes périurbaines, telle Galfingue.
À la suite de l'élection de N.Sarkozy, les élections législatives confirmèrent les tendances exprimées par la présidentielle, permettant ainsi à A.Grosskost de devenir le premier sortant réélu dans cette circonscription. Opposée au conseiller général de Mulhouse-Ouest P.Freyburger (PS), la candidate UMP réalisait une très bonne performance dès le premier tour, en obtenant 46,1 % des voix, soit le meilleur score réalisé par un candidat au premier tour d'une élection dans la circonscription. Elle dépassait la majorité absolue à Mulhouse-Sud, et cela particulièrement dans les communes périurbaines - obtenant 66 % à Galfingue -, arrivait nettement en tête à Mulhouse-Est, et se situait très légèrement en tête à Mulhouse-Ouest. Son concurrent principal obtenait 29 % des voix, talonnant le député dans son canton (37 % chacun), assez nettement devancé à Mulhouse-Est et plus largement à Mulhouse-Sud. Le candidat FN, P.Binder, ancienne tête de liste aux régionales de 2004, ne réussissait pas à enrayer la chute de son parti à Mulhouse, il n'obtenait que 7,9 % des voix, ne dépassant 10 % dans aucun canton. Enfin le candidat Modem E. Schweitzer, ancien candidat aux cantonales contre P.Freyburger, n'obtenait que 6,4 % des voix, l'une des plus mauvaises performances du Modem dans la région, confirmant le vote vers l'UMP d'une large partie des anciens électeurs de F.Bayrou, troublés par les prises de position de ce dernier durant l'entre-deux-tours de la présidentielle. Le second tour permit à A. Grosskost d'être facilement réélue, améliorant très légèrement son score de 2002 avec 56,2 %, elle dépassait 60 % à Mulhouse-Sud, là-encore en l'emportant très largement dans les communes périurbaines, dépassait 57 % à Mulhouse-Est, mais était battue à Mulhouse-Ouest, ne réalisant que 48,7 %. Elle l'emportait cependant nettement dans la partie mulhousienne de la circonscription. P.Freyburger réalisait un score honorable, proche de celui de J.-M. Bockel en 2002, avec 43,7 %. Il était très nettement battu hors de Mulhouse, mais conservait son implantation cantonale à Mulhouse-ouest, tout en étant battu sur l'ensemble de la ville.
Partant, la géographie électorale de la circonscription n'est pas sortie modifiée par les échéances de 2007, la droite accentuant son avance aux deux consultations. Ses points forts restent principalement les communes rurales proches de Mulhouse, qui ont voté massivement pour N.Sarkozy au second tour (souvent avec près ou plus de 70 % des voix) et pour A. Grosskost aux législatives (elle y a dépassé 60 % voire 70 %), le canton de Mulhouse-est, regroupant le centre-ville de Mulhouse (qui reste largement favorable à N.Sarkozy avec 57 % des voix, puis à A.Grosskost), et la partie mulhousienne du canton de Mulhouse-Sud. Le canton de Mulhouse-ouest, fief de la gauche depuis 1988, a voté pour N.Sarkozy, et c'est la première fois depuis 1981 qu'il se prononce pour un candidat de droite, mais a aux législatives privilégié l'ancrage de son conseiller général. Globalement, la droite a cependant progressé dans la circonscription lors des deux élections. La gauche reste forte à Mulhouse-ouest, le plus « populaire » des cantons de la circonscription, et très faible hors de Mulhouse, elle a quelque peu régressé à Mulhouse-est et Mulhouse-sud. Enfin, la chute de l'extrême-droite, qui avait représenté ici jusqu'à 25 % des voix, s'est principalement effectuée au profit de la droite, tant à la présidentielle qu'aux législatives, eu égard aux progressions de N.Sarkozy le 22 avril et d'A.Grosskost le 10 juin sur les résultats de 2002.

## Historique des résultats
| Législature | Début de mandat | Fin de mandat  | Député                                        | Parti politique | Observations |
| ----------- | --------------- | -------------- | --------------------------------------------- | --------------- | --- |
| Ire         | 9 décembre 1958 | 9 octobre 1962 | Henri Ulrich                                  | MRP             | Mandat écourté à la suite d'une dissolution parlementaire décidée par Charles de Gaulle.                                                                       |
| IIe         | 6 décembre 1962 | 2 avril 1967   | Raymond Zimmermann                            | UNR             | Conseiller général et municipal de Mulhouse |
| IIIe        | 3 avril 1967    | 30 mai 1968    | Raymond Zimmermann                            | UDVe            | Conseiller général et municipal de Mulhouse Mandat écourté à la suite d'une dissolution parlementaire décidée par Charles de Gaulle.                           |
| IVe         | 11 juillet 1968 | 1er avril 1973 | Raymond Zimmermann                            | UDR             | Conseiller général et municipal de Mulhouse |
| Ve          | 2 avril 1973    | 2 avril 1978   | Émile Muller                                  | MDSF            | Maire de Mulhouse |
| VIe         | 3 avril 1978    | 22 mai 1981    | Émile Muller                                  | UDF             | Maire de Mulhouse Mandat écourté à la suite d'une dissolution parlementaire décidée par François Mitterrand.                                                   |
| VIIe        | 2 juillet 1981  | 1er avril 1986 | Jean-Marie Bockel                             | PS              | Conseiller municipal de Mulhouse |
| VIIIe       | 2 avril 1986    | 14 mai 1988    | Jean-Marie Bockel Joseph Klifa Gérard Freulet | PS UDF FN       | Proportionnelle par département, pas de député par circonscription. Mandat écourté à la suite d'une dissolution parlementaire décidée par François Mitterrand. |
| IXe         | 23 juin 1988    | 1er avril 1993 | Jean-Marie Bockel                             | PS              | Maire de Mulhouse |
| Xe          | 2 avril 1993    | 21 avril 1997  | Joseph Klifa                                  | UDF             | Conseiller municipal de Mulhouse Mandat écourté à la suite d'une dissolution parlementaire décidée par Jacques Chirac.                                         |
| XIe         | 12 juin 1997    | 18 juin 2002   | Jean-Marie Bockel                             | PS              | Maire de Mulhouse |
| XIIe        | 19 juin 2002    | 19 juin 2007   | Arlette Grosskost                             | UMP             | |
| XIIIe       | 20 juin 2007    | 19 juin 2012   | Arlette Grosskost                             | UMP             | |
| XIVe        | 20 juin 2012    | 20 juin 2017   | Arlette Grosskost                             | UMP             | |
| XVe         | 21 juin 2017    | 21 juin 2022   | Olivier Becht                                 | DVD             | |
| XVIe        | 22 juin 2022    | 9 juin 2024    | Olivier Becht                                 | RE              | Mandat écourté à la suite d'une dissolution parlementaire décidée par Emmanuel Macron.                                                                         |

## Historique des élections

### Élections de 1958
| Candidat       | Candidat         | Parti          | Premier tour | Premier tour | Second tour | Second tour |  |
| Candidat       | Candidat         | Parti          | Voix         | %            | Voix        | %           |  |
| -------------- | ---------------- | -------------- | ------------ | ------------ | ----------- | ----------- |  |
|                | Henri Ulrich élu | MRP            | 22 164       | 54,47        | 17 112      | 42,12       |  |
|                | Charles Kroepflé | UNR            | 10 947       | 26,9         | 16 862      | 41,5        |  |
|                | Pierre Martin    | SFIO           | 3 812        | 9,37         | 3 224       | 7,94        |  |
|                | Eugène Haffner   | PCF            | 3 765        | 9,25         | 3 430       | 8,44        |  |
|                |                  |                |              |              |             |             |  |
| Inscrits       | Inscrits         | Inscrits       | 59 239       | 100,00       | 59 337      | 100,00      |  |
| Abstentions    | Abstentions      | Abstentions    | 16 753       | 28,28        | 17 326      | 29,2        |  |
| Votants        | Votants          | Votants        | 42 486       | 71,72        | 42 011      | 70,8        |  |
| Blancs et nuls | Blancs et nuls   | Blancs et nuls | 1 798        | 4,23         | 1 383       | 3,29        |  |
| Exprimés       | Exprimés         | Exprimés       | 40 688       | 95,77        | 40 628      | 96,71       |  |

Le suppléant de Henri Ulrich était Léon Weber, cultivateur à Brinckheim.
La commission constitutionnelle provisoire annula le scrutin. Il est remarqué qu'un candidat au premier tour, André Moser, conseiller général du canton de Sierentz, se retire du second sans donner de consignes de vote. Mais Wersinger publia un communiqué dans le Nouveau Rhin français, au nom du comité électoral de Sierentz alors que l'initiative est personnelle, appelant à voter pour Ulrich. Il est considéré que cette manœuvre influença le scrutin, seules 250 voix séparent les candidats au second tour.

### Élections de 1959
| | Henri Ulrich sortant réélu | MRP            | 15 617 | 50,77  |  |  |  |
| | Charles Kroepflé           | UNR            | 9 486  | 30,84  |  |  |  |
| | Eugène Haffner             | PCF            | 3 655  | 11,88  |  |  |  |
| | Pierre Martin              | SFIO           | 2 002  | 6,5    |  |  |  |
| |                            |                |        |        |  |  |  |
| Inscrits | Inscrits                   | Inscrits       | 59 135 | 100,00 |  |  |  |
| Abstentions | Abstentions                | Abstentions    | 27 129 | 45,88  |  |  |  |
| Votants | Votants                    | Votants        | 32 006 | 54,12  |  |  |  |
| Blancs et nuls | Blancs et nuls             | Blancs et nuls | 1 246  | 3,89   |  |  |  |
| Exprimés | Exprimés                   | Exprimés       | 30 760 | 96,11  |  |  |  |
| Source : France, Ministère de l'intérieur. Les Elections législatives . Métropole., la Documentation française, 1960 (lire en ligne) |                            |                |        |        |  |  |  |

### Élections de 1962
|                | Charles Kroepflé élu | UNR-UDT        | 21 024 | 52,24  |  |  |  |
|                | Henri Ulrich sortant | MRP            | 13 134 | 32,64  |  |  |  |
|                | Eugène Haffner       | PCF            | 3 547  | 8,81   |  |  |  |
|                | Pierre Martin        | SFIO           | 2 539  | 6,31   |  |  |  |
|                |                      |                |        |        |  |  |  |
| Inscrits       | Inscrits             | Inscrits       | 61 077 | 100,00 |  |  |  |
| Abstentions    | Abstentions          | Abstentions    | 19 191 | 31,42  |  |  |  |
| Votants        | Votants              | Votants        | 41 886 | 68,58  |  |  |  |
| Blancs et nuls | Blancs et nuls       | Blancs et nuls | 1 642  | 3,92   |  |  |  |
| Exprimés       | Exprimés             | Exprimés       | 40 244 | 96,08  |  |  |  |

Le suppléant de Charles Kroepflé était Paul Kieny, ancien fondé de pouvoirs, maire de Riedisheim.

### Élections de 1967
| Candidat       | Candidat            | Parti          | Premier tour | Premier tour | Second tour | Second tour |  |
| Candidat       | Candidat            | Parti          | Voix         | %            | Voix        | %           |  |
| -------------- | ------------------- | -------------- | ------------ | ------------ | ----------- | ----------- |  |
|                | Raymond Scholer élu | UD-Ve          | 23 504       | 46,47        | 27 944      | 60,21       |  |
|                | Henri Ulrich        | CD (PDM)       | 16 866       | 33,35        | 18 467      | 39,79       |  |
|                | Eugène Haffner      | PCF            | 5 712        | 11,29        |             |             |  |
|                | Roger Grunenwald    | FGDS (SFIO)    | 4 497        | 8,89         |             |             |  |
|                |                     |                |              |              |             |             |  |
| Inscrits       | Inscrits            | Inscrits       | 65 541       | 100,00       | 65 539      | 100,00      |  |
| Abstentions    | Abstentions         | Abstentions    | 12 890       | 19,67        | 15 943      | 24,33       |  |
| Votants        | Votants             | Votants        | 52 651       | 80,33        | 49 596      | 75,67       |  |
| Blancs et nuls | Blancs et nuls      | Blancs et nuls | 2 072        | 3,94         | 3 185       | 6,42        |  |
| Exprimés       | Exprimés            | Exprimés       | 50 579       | 96,06        | 46 411      | 93,58       |  |

Le suppléant de Raymond Scholer était Paul Kieny, maire de Riedisheim.

### Élections de 1968
|                | Antoine Gissinger élu | UDR (URP)      | 29 571 | 59,37  |  |  |  |
|                | Émile Adelbrecht      | CD (PDM)       | 11 766 | 23,62  |  |  |  |
|                | Eugène Haffner        | PCF            | 4 780  | 9,6    |  |  |  |
|                | Roger Grunenwald      | FGDS (SFIO)    | 3 687  | 7,4    |  |  |  |
|                |                       |                |        |        |  |  |  |
| Inscrits       | Inscrits              | Inscrits       | 66 443 | 100,00 |  |  |  |
| Abstentions    | Abstentions           | Abstentions    | 15 319 | 23,06  |  |  |  |
| Votants        | Votants               | Votants        | 51 124 | 76,94  |  |  |  |
| Blancs et nuls | Blancs et nuls        | Blancs et nuls | 1 320  | 2,58   |  |  |  |
| Exprimés       | Exprimés              | Exprimés       | 49 804 | 97,42  |  |  |  |

Le suppléant d'Antoine Gissinger était R. Blum.

### Élections de 1973
| Candidat       | Candidat                        | Parti          | Premier tour | Premier tour | Second tour | Second tour |  |
| Candidat       | Candidat                        | Parti          | Voix         | %            | Voix        | %           |  |
| -------------- | ------------------------------- | -------------- | ------------ | ------------ | ----------- | ----------- |  |
|                | Antoine Gissinger sortant réélu | UDR (URP)      | 28 387       | 49,24        | 31 791      | 55,94       |  |
|                | Joseph Werthlé                  | CD (MR)        | 10 180       | 17,66        | 10 317      | 18,15       |  |
|                | Eugène Riedweg                  | PS (UGSD)      | 7 754        | 13,45        | 14 727      | 25,91       |  |
|                | Maurice Haffner                 | PCF            | 5 924        | 10,28        |             |             |  |
|                | Roger Winterhalter              | PSU            | 2 733        | 4,74         |             |             |  |
|                | Alex Deiber                     | Divers         | 2 673        | 4,64         |             |             |  |
|                |                                 |                |              |              |             |             |  |
| Inscrits       | Inscrits                        | Inscrits       | 76 351       | 100,00       | 76 342      | 100,00      |  |
| Abstentions    | Abstentions                     | Abstentions    | 16 292       | 21,34        | 17 928      | 23,48       |  |
| Votants        | Votants                         | Votants        | 60 059       | 78,66        | 58 414      | 76,52       |  |
| Blancs et nuls | Blancs et nuls                  | Blancs et nuls | 2 408        | 4,01         | 1 579       | 2,7         |  |
| Exprimés       | Exprimés                        | Exprimés       | 57 651       | 95,99        | 56 835      | 97,3        |  |

Le suppléant d'Antoine Gissinger était Jean Hoefferlin, maire de Petit-Landau.

### Élections de 1978
| Candidat       | Candidat                        | Parti          | Premier tour | Premier tour | Second tour | Second tour |  |
| Candidat       | Candidat                        | Parti          | Voix         | %            | Voix        | %           |  |
| -------------- | ------------------------------- | -------------- | ------------ | ------------ | ----------- | ----------- |  |
|                | Antoine Gissinger sortant réélu | RPR            | 27 357       | 37,16        | 46 568      | 62,6        |  |
|                | Bernard Reimeringer             | PS             | 14 927       | 20,27        | 27 825      | 37,4        |  |
|                | Roland Bader                    | UDF (PR)       | 12 137       | 16,48        | Retrait     | Retrait     |  |
|                | Maurice Haffner                 | PCF            | 5 822        | 7,91         |             |             |  |
|                | Henri Jenn                      | Écologie 78    | 5 416        | 7,36         |             |             |  |
|                | Martin Johann                   | Régionaliste   | 3 360        | 4,56         |             |             |  |
|                | Jean-Louis Pflimlin             | PSU            | 1 315        | 1,79         |             |             |  |
|                | Pierre Imber                    | MRG            | 1 105        | 1,5          |             |             |  |
|                | Guy Biot                        | LO             | 847          | 1,15         |             |             |  |
|                | Léonie Mathieu                  | PFN            | 686          | 0,93         |             |             |  |
|                | Gaston Guth                     | Divers droite  | 655          | 0,89         |             |             |  |
|                |                                 |                |              |              |             |             |  |
| Inscrits       | Inscrits                        | Inscrits       | 93 808       | 100,00       | 93 806      | 100,00      |  |
| Abstentions    | Abstentions                     | Abstentions    | 18 196       | 19,4         | 17 312      | 18,46       |  |
| Votants        | Votants                         | Votants        | 75 612       | 80,6         | 76 494      | 81,54       |  |
| Blancs et nuls | Blancs et nuls                  | Blancs et nuls | 1 985        | 2,63         | 2 101       | 2,75        |  |
| Exprimés       | Exprimés                        | Exprimés       | 73 627       | 97,37        | 74 393      | 97,25       |  |

Le suppléant d'Antoine Gissinger était Jean Ueberschlag, chirurgien-dentiste, conseiller municipal de Saint-Louis.

### Élections de 1981
| Candidat       | Candidat                        | Parti             | Premier tour | Premier tour | Second tour | Second tour |  |
| Candidat       | Candidat                        | Parti             | Voix         | %            | Voix        | %           |  |
| -------------- | ------------------------------- | ----------------- | ------------ | ------------ | ----------- | ----------- |  |
|                | Antoine Gissinger sortant réélu | RPR (UNM)         | 25 058       | 42,00        | 37 298      | 57,07       |  |
|                | Lucille Richert                 | PS                | 17 900       | 30,00        | 28 058      | 42,93       |  |
|                | Jean-Jacques Weber              | Divers droite     | 7 911        | 13,26        |             |             |  |
|                | Henri Jenn                      | Divers écologiste | 3 047        | 5,11         |             |             |  |
|                | Maurice Haffner                 | PCF               | 2 941        | 4,93         |             |             |  |
|                | Bernard Simon                   | Divers gauche     | 2 800        | 4,69         |             |             |  |
|                |                                 |                   |              |              |             |             |  |
| Inscrits       | Inscrits                        | Inscrits          | 99 849       | 100,00       | 99 845      | 100,00      |  |
| Abstentions    | Abstentions                     | Abstentions       | 39 008       | 39,07        | 32 787      | 32,84       |  |
| Votants        | Votants                         | Votants           | 60 841       | 60,93        | 67 058      | 67,16       |  |
| Blancs et nuls | Blancs et nuls                  | Blancs et nuls    | 1 184        | 1,95         | 1 702       | 2,54        |  |
| Exprimés       | Exprimés                        | Exprimés          | 59 657       | 98,05        | 65 356      | 97,46       |  |

Le suppléant d'Antoine Gissinger était Jean Ueberschlag.

### Élections de 1988
| Candidat       | Candidat                        | Parti           | Premier tour | Premier tour | Second tour | Second tour |  |
| Candidat       | Candidat                        | Parti           | Voix         | %            | Voix        | %           |  |
| -------------- | ------------------------------- | --------------- | ------------ | ------------ | ----------- | ----------- |  |
|                | Jean-Marie Bockel sortant réélu | PS              | 12 846       | 40,43        | 15 723      | 45,64       |  |
|                | Joseph Klifa sortant            | UDF (PSD) (URC) | 10 541       | 33,17        | 13 093      | 38,01       |  |
|                | Gérard Freulet sortant          | FN              | 7 153        | 22,51        | 5 634       | 16,35       |  |
|                | Lothaire Muller                 | Divers centre   | 724          | 2,28         |             |             |  |
|                | Aimé Muré                       | PCF             | 511          | 1,61         |             |             |  |
|                | Denis Lipp                      | Régionaliste    | 1            | 0            |             |             |  |
|                |                                 |                 |              |              |             |             |  |
| Inscrits       | Inscrits                        | Inscrits        | 53 268       | 100,00       | 53 266      | 100,00      |  |
| Abstentions    | Abstentions                     | Abstentions     | 20 750       | 38,95        | 18 169      | 34,11       |  |
| Votants        | Votants                         | Votants         | 32 518       | 61,05        | 35 097      | 65,89       |  |
| Blancs et nuls | Blancs et nuls                  | Blancs et nuls  | 742          | 2,28         | 647         | 1,84        |  |
| Exprimés       | Exprimés                        | Exprimés        | 31 776       | 97,72        | 34 450      | 98,16       |  |

Le suppléant de Jean-Marie Bockel était Jean-Paul Wurth, professeur, maire de Morschwiller-le-Bas.

### Élections de 1993
| Candidat       | Candidat                  | Parti          | Premier tour | Premier tour | Second tour | Second tour |  |
| Candidat       | Candidat                  | Parti          | Voix         | %            | Voix        | %           |  |
| -------------- | ------------------------- | -------------- | ------------ | ------------ | ----------- | ----------- |  |
|                | Joseph Klifa élu          | UDF (PSD)      | 9 315        | 28,63        | 13 690      | 39,39       |  |
|                | Jean-Marie Bockel sortant | PS (ADFP)      | 7 732        | 23,77        | 13 588      | 39,1        |  |
|                | Gérard Freulet            | FN             | 6 921        | 21,27        | 7 476       | 21,51       |  |
|                | Jacques Muller            | Les Verts (EÉ) | 3 257        | 10,01        |             |             |  |
|                | Alain Sekula              | diss. UDF      | 1 136        | 3,49         |             |             |  |
|                | Mireille Antoine          | LT-LNÉ         | 1 135        | 3,49         |             |             |  |
|                | Bernard Frey              | Divers         | 1 116        | 3,43         |             |             |  |
|                | Auguste Bechler           | PCF            | 597          | 1,83         |             |             |  |
|                | Walter Anstett            | Divers droite  | 469          | 1,44         |             |             |  |
|                | Christiane Rolandez       | LO             | 424          | 1,3          |             |             |  |
|                | Claude Holler             | Divers gauche  | 312          | 0,96         |             |             |  |
|                | Aly Me Mougamadou         | PLN            | 121          | 0,37         |             |             |  |
|                |                           |                |              |              |             |             |  |
| Inscrits       | Inscrits                  | Inscrits       | 52 719       | 100,00       | 52 719      | 100,00      |  |
| Abstentions    | Abstentions               | Abstentions    | 18 577       | 35,24        | 16 545      | 31,38       |  |
| Votants        | Votants                   | Votants        | 34 142       | 64,76        | 36 174      | 68,62       |  |
| Blancs et nuls | Blancs et nuls            | Blancs et nuls | 1 607        | 4,71         | 1 420       | 3,93        |  |
| Exprimés       | Exprimés                  | Exprimés       | 32 535       | 95,29        | 34 754      | 96,07       |  |

Le suppléant de Joseph Klifa était Bernard Stoessel, de Mulhouse.

### Élections de 1997
| Candidat       | Candidat                | Parti          | Premier tour | Premier tour | Second tour | Second tour |  |
| Candidat       | Candidat                | Parti          | Voix         | %            | Voix        | %           |  |
| -------------- | ----------------------- | -------------- | ------------ | ------------ | ----------- | ----------- |  |
|                | Jean-Marie Bockel élu   | PS             | 9 298        | 29,43        | 14 584      | 41,66       |  |
|                | Gérard Freulet          | FN             | 8 472        | 26,81        | 9 242       | 26,4        |  |
|                | Joseph Klifa sortant    | UDF (FD)       | 6 938        | 21,96        | 11 179      | 31,94       |  |
|                | Robert Arnaud           | Divers droite  | 1 514        | 10,25        |             |             |  |
|                | Gilbert Caristan-Lentin | GÉ             | 1 085        | 3,43         |             |             |  |
|                | Robert Hoppe            | MÉI            | 920          | 2,91         |             |             |  |
|                | Françoise Ruch          | LO             | 897          | 2,84         |             |             |  |
|                | Auguste Bechler         | PCF            | 667          | 2,11         |             |             |  |
|                | Claude Vuillard         | LDI (MPF)      | 565          | 1,79         |             |             |  |
|                | Éric Schweitzer         | MDR            | 447          | 1,41         |             |             |  |
|                | Abdelkader Djenad       | Divers gauche  | 286          | 0,91         |             |             |  |
|                | Jean-Marie Vigouret     | MDC            | 281          | 0,89         |             |             |  |
|                | Walter Anstett          | diss. UDF      | 228          | 0,72         |             |             |  |
|                |                         |                |              |              |             |             |  |
| Inscrits       | Inscrits                | Inscrits       | 51 334       | 100,00       | 51 336      | 100,00      |  |
| Abstentions    | Abstentions             | Abstentions    | 18 433       | 35,91        | 15 211      | 29,63       |  |
| Votants        | Votants                 | Votants        | 32 901       | 64,09        | 36 125      | 70,37       |  |
| Blancs et nuls | Blancs et nuls          | Blancs et nuls | 1 303        | 3,96         | 1 120       | 3,1         |  |
| Exprimés       | Exprimés                | Exprimés       | 31 598       | 96,04        | 35 005      | 96,9        |  |

Le suppléant de Jean-Marie Bockel était Pierre Freyburger, professeur d'éducation physique et sportive, adjoint au maire de Mulhouse, conseiller général du canton de Mulhouse-Ouest.

### Élections de 2002
| Candidat       | Candidat                  | Parti          | Premier tour | Premier tour | Second tour | Second tour |  |
| Candidat       | Candidat                  | Parti          | Voix         | %            | Voix        | %           |  |
| -------------- | ------------------------- | -------------- | ------------ | ------------ | ----------- | ----------- |  |
|                | Jean-Marie Bockel sortant | PS             | 10 507       | 34,36        | 12 491      | 44,13       |  |
|                | Arlette Grosskost élue    | UMP            | 8 756        | 28,64        | 15 816      | 55,87       |  |
|                | Jean-Jacques Weber        | UDF            | 3 162        | 10,34        |             |             |  |
|                | Martine Binder            | FN             | 3 135        | 10,25        |             |             |  |
|                | Gérard Freulet            | MNR            | 2 683        | 8,77         |             |             |  |
|                | Thierry Schieber          | MÉI            | 876          | 2,86         |             |             |  |
|                | Françoise Ruch            | LO             | 343          | 1,12         |             |             |  |
|                | Jacques Hestin            | LCR            | 324          | 1,06         |             |             |  |
|                | Jean-Pierre Schellinger   | PCF            | 270          | 0,88         |             |             |  |
|                | René-Albert Ehlinger      | MPF            | 193          | 0,63         |             |             |  |
|                | Georges Hoffmann          | Divers gauche  | 121          | 0,40         |             |             |  |
|                | Kader Benlakehal          | Divers gauche  | 105          | 0,34         |             |             |  |
|                | Francis Hodbert           | Divers (PF)    | 68           | 0,22         |             |             |  |
|                | Vincent Porro             | Divers         | 33           | 0,11         |             |             |  |
|                |                           |                |              |              |             |             |  |
| Inscrits       | Inscrits                  | Inscrits       | 51 774       | 100,00       | 51 772      | 100,00      |  |
| Abstentions    | Abstentions               | Abstentions    | 20 725       | 40,03        | 22 605      | 43,66       |  |
| Votants        | Votants                   | Votants        | 31 049       | 59,97        | 29 167      | 56,34       |  |
| Blancs et nuls | Blancs et nuls            | Blancs et nuls | 473          | 1,52         | 860         | 2,95        |  |
| Exprimés       | Exprimés                  | Exprimés       | 30 576       | 98,48        | 28 307      | 97,05       |  |

Le suppléant d'Arlette Grosskost était Jean Rottner, UDF, médecin des urgences.

### Élections de 2007
| Candidat       | Candidat                          | Parti          | Premier tour | Premier tour | Second tour | Second tour |  |
| Candidat       | Candidat                          | Parti          | Voix         | %            | Voix        | %           |  |
| -------------- | --------------------------------- | -------------- | ------------ | ------------ | ----------- | ----------- |  |
|                | Arlette Grosskost sortante réélue | UMP            | 13 170       | 46,07        | 14 977      | 56,27       |  |
|                | Pierre Freyburger                 | PS             | 8 289        | 29,00        | 11 641      | 43,73       |  |
|                | Patrick Binder                    | FN             | 2 271        | 7,94         |             |             |  |
|                | Éric Schweitzer                   | UDF–MoDem      | 1 863        | 6,52         |             |             |  |
|                | Djamila Sonzogni                  | Les Verts      | 906          | 3,17         |             |             |  |
|                | Perrine Torrent                   | MÉI            | 457          | 1,60         |             |             |  |
|                | Thierry Gross                     | MPF            | 425          | 1,49         |             |             |  |
|                | Jacques Hestin                    | LCR            | 407          | 1,42         |             |             |  |
|                | Aline Parmentier                  | PCF            | 253          | 0,89         |             |             |  |
|                | Édouard Boeglin                   | MRC            | 188          | 0,66         |             |             |  |
|                | Julien Wostyn                     | LO             | 186          | 0,65         |             |             |  |
|                | Freddy Hubsch                     | Divers         | 170          | 0,59         |             |             |  |
|                |                                   |                |              |              |             |             |  |
| Inscrits       | Inscrits                          | Inscrits       | 54 524       | 100,00       | 54 524      | 100,00      |  |
| Abstentions    | Abstentions                       | Abstentions    | 25 318       | 46,43        | 26 906      | 49,35       |  |
| Votants        | Votants                           | Votants        | 29 206       | 53,57        | 27 618      | 50,65       |  |
| Blancs et nuls | Blancs et nuls                    | Blancs et nuls | 621          | 2,13         | 1 000       | 3,62        |  |
| Exprimés       | Exprimés                          | Exprimés       | 28 585       | 97,87        | 26 618      | 96,38       |  |

### Élections de 2012
| Candidat       | Candidat                          | Parti          | Premier tour | Premier tour | Second tour | Second tour |  |
| Candidat       | Candidat                          | Parti          | Voix         | %            | Voix        | %           |  |
| -------------- | --------------------------------- | -------------- | ------------ | ------------ | ----------- | ----------- |  |
|                | Arlette Grosskost sortante réélue | UMP            | 16 288       | 39,89        | 21 733      | 55,76       |  |
|                | Pierre Freyburger                 | PS             | 13 802       | 33,80        | 17 246      | 44,24       |  |
|                | Ludovic de Danne                  | RBM (FN)       | 6 845        | 16,76        |             |             |  |
|                | Djamila Sonzogni                  | EÉLV (MÉI)     | 1 381        | 3,38         |             |             |  |
|                | Emmanuelle Suarez                 | CpF (MoDem)    | 874          | 2,14         |             |             |  |
|                | Aline Parmentier                  | FG (PCF) (PG)  | 856          | 2,10         |             |             |  |
|                | Bastien Faudot                    | MRC            | 182          | 0,45         |             |             |  |
|                | Julien Wostyn                     | LO             | 181          | 0,44         |             |             |  |
|                | Jean-Luc Wertenschlag             | Pirate         | 174          | 0,43         |             |             |  |
|                | Vincent Duse                      | NPA            | 138          | 0,34         |             |             |  |
|                | Marie-Paule Folliot               | AR             | 115          | 0,28         |             |             |  |
|                |                                   |                |              |              |             |             |  |
| Inscrits       | Inscrits                          | Inscrits       | 78 848       | 100,00       | 78 845      | 100,00      |  |
| Abstentions    | Abstentions                       | Abstentions    | 37 311       | 47,32        | 38 490      | 48,82       |  |
| Votants        | Votants                           | Votants        | 41 537       | 52,68        | 40 355      | 51,18       |  |
| Blancs et nuls | Blancs et nuls                    | Blancs et nuls | 701          | 1,69         | 1 376       | 3,41        |  |
| Exprimés       | Exprimés                          | Exprimés       | 40 836       | 98,31        | 38 979      | 96,59       |  |

### Élections de 2017
Les élections ont eu lieu les 11 et 18 juin 2017.
- Députée sortante : Arlette Grosskost (LR)

|                                                   | Cécile Lehr                  | LREM        | 11 043 | 32,94  | 12 327 | 42,31  |  |  |  |  |  |
|                                                   | Olivier Becht                | DVD         | 10 211 | 30,46  | 16 807 | 57,69  |  |  |  |  |  |
|                                                   | Christelle Ritz              | FN          | 4 097  | 12,22  |        |        |  |  |  |  |  |
|                                                   | Geneviève Enggasser          | LFI         | 2 469  | 7,37   |        |        |  |  |  |  |  |
|                                                   | Ghislaine Rouge dit Gaillard | UL          | 1 188  | 3,54   |        |        |  |  |  |  |  |
|                                                   | Florence Peter               | EELV        | 1 106  | 3,30   |        |        |  |  |  |  |  |
|                                                   | Abdellatif Timdouine         | PS          | 838    | 2,50   |        |        |  |  |  |  |  |
|                                                   | Pascal Tschaen               | DLF         | 601    | 1,79   |        |        |  |  |  |  |  |
|                                                   | Laure Gisie                  | PA          | 458    | 1,37   |        |        |  |  |  |  |  |
|                                                   | Jean Bitterlin               | MEI         | 415    | 1,24   |        |        |  |  |  |  |  |
|                                                   | Guillaume Reffay             | DIV         | 238    | 0,71   |        |        |  |  |  |  |  |
|                                                   | Kadir Guzle                  | PEJ         | 227    | 0,68   |        |        |  |  |  |  |  |
|                                                   | Julien Wostyn                | LO          | 213    | 0,64   |        |        |  |  |  |  |  |
|                                                   | Alex Saint-Phor              | UPR         | 212    | 0,63   |        |        |  |  |  |  |  |
|                                                   | Bertrand Grosz               | PCF         | 207    | 0,62   |        |        |  |  |  |  |  |
|                                                   |                              |             |        |        |        |        |  |  |  |  |  |
| Inscrits                                          | Inscrits                     | Inscrits    | 77 491 | 100,00 | 77 489 | 100,00 |  |  |  |  |  |
| Abstentions                                       | Abstentions                  | Abstentions | 43 607 | 55,58  | 46 067 | 59,45  |  |  |  |  |  |
| Votants                                           | Votants                      | Votants     | 34 424 | 44,42  | 31 422 | 40,55  |  |  |  |  |  |
| Blancs                                            | Blancs                       | Blancs      | 669    | 1,94   | 2 110  | 6,72   |  |  |  |  |  |
| Nuls                                              | Nuls                         | Nuls        | 232    | 0,67   | 178    | 0,57   |  |  |  |  |  |
| Exprimés                                          | Exprimés                     | Exprimés    | 33 523 | 97,38  | 29 134 | 92,72  |  |  |  |  |  |
| Résultats sur le site du ministère de l'Intérieur |                              |             |        |        |        |        |  |  |  |  |  |

### Élections de 2022
| Résultats des élections législatives des 12 et 19 juin 2022 de la 5e circonscription du Haut-Rhin |                          |                          |                          |              |              |             |             |
| Candidat                                                                                          | Candidat                 | Parti et coalition       | Nuance                   | Premier tour | Premier tour | Second tour | Second tour |
| Candidat                                                                                          | Candidat                 | Parti et coalition       | Nuance                   | Voix         | %            | Voix        | %           |
|                                                                                                   | Olivier Becht            | Agir (ENS)               | ENS                      | 12 801       | 40,31        | 18 443      | 64,63       |
|                                                                                                   | Nadia El Hajjaji,        | G.s (NUPES)              | NUP                      | 6 452        | 20,32        | 10 094      | 35,37       |
|                                                                                                   | Pierre Pinto             | RN                       | RN                       | 5 122        | 16,13        |             |             |
|                                                                                                   | Florian Colom            | LR (UDC)                 | LR                       | 1 717        | 5,41         |             |             |
|                                                                                                   | Emmanuel Taffarelli      | REC                      | REC                      | 1 424        | 4,48         |             |             |
|                                                                                                   | Régis Baschung           | UL                       | REG                      | 772          | 2,43         |             |             |
|                                                                                                   | Marie-Odile Steimer      | MEI (TUPV)               | ECO                      | 699          | 2,20         |             |             |
|                                                                                                   | André Chamy              | SE                       | DIV                      | 667          | 2,10         |             |             |
|                                                                                                   | Alexandre Barazi         | EAC                      | ECO                      | 607          | 1,91         |             |             |
|                                                                                                   | Amalia Nimerskern        | PA                       | ECO                      | 531          | 1,67         |             |             |
|                                                                                                   | Lionel Oche              | LP (UPF)                 | DSV                      | 455          | 1,43         |             |             |
|                                                                                                   | David Dolui              | Volt                     | DVG                      | 320          | 1,01         |             |             |
|                                                                                                   | Salah Keltoumi           | LO                       | DXG                      | 189          | 0,60         |             |             |
| Votes valides                                                                                     | Votes valides            | Votes valides            | Votes valides            | 31 756       | 97,91        | 28 537      | 93,05       |
| Votes blancs                                                                                      | Votes blancs             | Votes blancs             | Votes blancs             | 571          | 1,76         | 1 867       | 6,09        |
| Votes nuls                                                                                        | Votes nuls               | Votes nuls               | Votes nuls               | 106          | 0,33         | 263         | 0,86        |
| Total                                                                                             | Total                    | Total                    | Total                    | 32 433       | 100          | 30 667      | 100         |
| Abstention                                                                                        | Abstention               | Abstention               | Abstention               | 44 611       | 57,90        | 46 415      | 60,22       |
| Inscrits / participation                                                                          | Inscrits / participation | Inscrits / participation | Inscrits / participation | 77 044       | 42,10        | 77 082      | 39,78       |

### Élections de 2024
| Candidat                 | Candidat                 | Parti et coalition       | Nuances                  | Premier tour | Premier tour | Second tour | Second tour |
| Candidat                 | Candidat                 | Parti et coalition       | Nuances                  | Voix         | %            | Voix        | %           |
| ------------------------ | ------------------------ | ------------------------ | ------------------------ | ------------ | ------------ | ----------- | ----------- |
|                          | Olivier Becht            | Agir (ENS)               | ENS                      | 17 745       | 37,23        | 31 766      | 67,00       |
|                          | Pierre Pinto             | RN                       | RN                       | 14 096       | 29,56        | 15 649      | 33,00       |
|                          | Nadia El Hajjaji         | G.s (NFP)                | UG                       | 12 776       | 26,80        | Retrait     | Retrait     |
|                          | Jean-Frédéric Baechler   | UL (R&PS)                | REG                      | 1 104        | 2,32         |             |             |
|                          | Rachid Lounes            | MÉI                      | ECO                      | 567          | 1,19         |             |             |
|                          | Emmanuel Taffarelli      | REC                      | REC                      | 544          | 1,14         |             |             |
|                          | David Dolui              | Volt                     | DVG                      | 308          | 0,65         |             |             |
|                          | Salah Keltoumi           | LO                       | EXG                      | 287          | 0,60         |             |             |
|                          | Romain Spinali           | SE                       | REG                      | 249          | 0,52         |             |             |
|                          |                          |                          |                          |              |              |             |             |
| Votes valides            | Votes valides            | Votes valides            | Votes valides            | 47 680       | 97,48        | 47 415      | 96,25       |
| Votes blancs             | Votes blancs             | Votes blancs             | Votes blancs             | 1 090        | 2,23         | 1 676       | 3,40        |
| Votes nuls               | Votes nuls               | Votes nuls               | Votes nuls               | 143          | 0,29         | 173         | 0,35        |
| Total                    | Total                    | Total                    | Total                    | 48 913       | 100          | 49 264      | 100         |
| Abstention               | Abstention               | Abstention               | Abstention               | 27 176       | 35,72        | 26 856      | 35,28       |
| Inscrits / participation | Inscrits / participation | Inscrits / participation | Inscrits / participation | 76 089       | 64,28        | 76 120      | 64,72       |